# Espàrtac (Khatxaturian)
Espàrtac (rus: «Спартак», Spartak) és un ballet en quatre actes d'Aram Khatxaturian.

## Context
L'obra s'inspira en la vida d'Espàrtac, el líder de la revolta d'esclaus contra els romans coneguda com la Tercera Guerra Servil, tot i que l'argument del ballet no segueix fil per randa el registre històric. Khatxaturian va compondre Espàrtac l'any 1954 i va rebre un premi Lenin per la composició aquell mateix any. Es va estrenar amb coreografia de Leonid Iakobson a Leningrad el 1956, però només amb un èxit limitat, donat que Iakobson va abandonar la forma de dansa tradicional del ballet en la seva coreografia. El ballet va ser representat per primer cop al Teatre Bolxoi de Moscou el 1958, coreografiat per Ígor Moisséiev. L'èxit definitiu no va arribar fins a una producció de 1968 coreografiada per Iuri Grigoróvitx. Actualment es manté com una de les obres més conegudes de Khatxaturian i destaca dins dels repertoris de ballet del Teatre Bolxoi i d'altres companyies de ballet de Rússia i de l'antiga Unió Soviètica.

## Sinopsi
Personatges principals:
- Cras, cònsol romà
- Espàrtac, rei captiu de Tràcia
- Frígia, esposa d'Espàrtac
- Egina, concubina de Cras

### Acte I

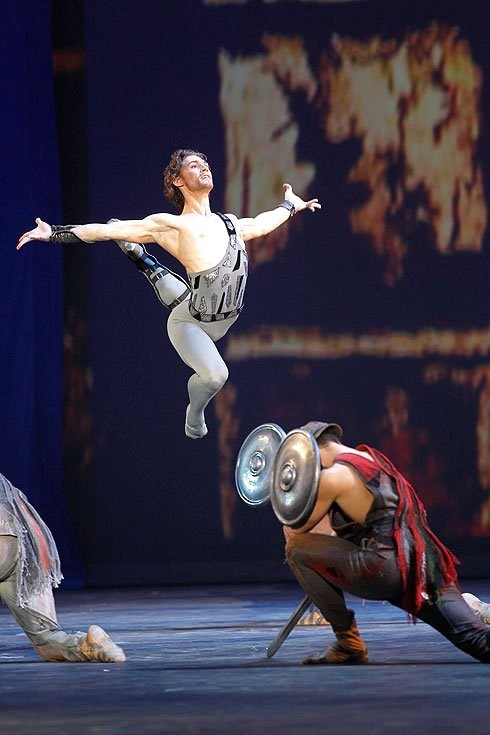
Ivan Vassiliev ballant com a Espàrtac durant la gala de reobertura del Teatre Bolxoi, el 28 d'octubre de 2011

El cònsol romà Cras torna a Roma en processó triomfal després de les seves darreres conquestes. Entre els seus captius es troben el rei traci Espàrtac i la seva dona Frígia. Espàrtac es lamenta de la seva captivitat i s'acomiada de Frígia, de la qual és separada perquè ella ha de passar a formar part de l'harem de concubines de Cras. Per tal de servir d'entreteniment a Cras i al seu seguici, Espàrtac és enviat a l'anell dels gladiadors i es veu obligat a matar a un amic contra qui ha de lluitar. Espantat de la seva gesta, Espàrtac incita els seus companys captius a rebel·lar-se.

### Acte II
Els captius, que han escapat, celebren la seva llibertat. Mentrestant, Cras entreté els patricis romans amb un divertit entreteniment. Espàrtac i els altres escapats pertorben l'orgia i rescaten les dones esclaves, inclosa Frígia. Egina insisteix que Cras persegueix l'exèrcit esclau immediatament. Els amants celebren la seva escapada a l'"Adagio de Espàrtac i Frígia".

### Acte III
Egina descobreix el campament d'Espàrtac i observa els amants sortint de la seva tenda. Egina envia una escrit a Cras, que envia el seu exèrcit en persecució dels antics esclaus. Els seguidors d'Espàrtac lluiten entre ells. Finalment, les forces de Cras descobreixen Espàrtac i posen fi a la seva vida.

### Acte IV
Els seguidors més propers d'Espàrtac recuperen el seu cos, mentre Frígia plora la seva pèrdua.

## Adaptació orquestral
A partir del ballet, Khatxaturian va fer un arranjament l'any 1955, en forma de quatre suites orquestrals:
- Suite Espàrtac núm. 1
  - Introducció - Dansa de les Nimfes
  - Adagio d'Egina i Armòdio
  - Variació d'Egina i Bacanàlia
  - Escena i Dansa amb Crotala
  - Dansa de les Gaditanes - Victòria d'Espàrtac
- Suite Espàrtac núm. 2
  - Adagio d'Espàrtac i Frígia
  - Entrada dels comerciants - Dansa d'una cortesana romana
  - Dansa general
  - Entrada d'Espàrtac - Baralla
  - La traïció d'Armòdio
  - Dansa dels pirates
- Suite Espàrtac núm. 3
  - Dansa d'un esclau grec
  - Dansa d'una noia egípcia
  - Incident nocturn
  - Dansa de Frígia - Escena de la separació
  - Al Circ
- Suite Espàrtac núm. 4
  - Dansa de Bacante
  - Processó d'Espàrtac
  - Mort del gladiador
  - Crida a les armes - Recuperació del cos d'Espartac

Instrumentació
- 2 flautes, 2 oboès, 2 clarinets, 2 fagots; 4 trompes, 4 trompetes, 3 trombons, tuba; timbales, percussió; cordes.

## En la cultura popular
- Ashley Wagner va guanyar els Campionats dels Estats Units de patinatge artístic de 2015 amb aquesta obra de rerefons musical.
- Part de l'adagio d'Espàrtac i Frígia (la peça inaugural de la Suite núm. 2) es va utilitzar com a tema d'obertura de la sèrie de televisió britànica The Onedin Line.
- Part d'aquest mateix tema es va utilitzar en anuncis per a televisors de la marca Philips a Austràlia a finals dels anys 70.
- Part d'aquest mateix tema es va utilitzar també a la pel·lícula Calígula (1979). Es va publicar una versió d'aquest tema amb lletra de l'artista Lydia com a senzill de la banda sonora.[4]
- Aquest fragment es va utilitzar també com a tema principal de l'amor a les pel·lícules Mayerling i a El gran salt.
- El tema instrumental apareix també a la pel·lícula d'animació per ordinador de la companyia 20th Century Fox Ice Age 2: El desglaç (2006).
- Oksana Domnina i Maxim Shabalin van guanyar la competició del Campionat Mundial de patinatge artístic del 2009 de dansa sobre gel amb la música d'aquesta obra.
- El 2004, la gimnasta rítmica ucraïnesa Hanna Bezsònova va realitzar la seva rutina de ball que li va proporcionar la medalla de bronze als Jocs Olímpics d'Atenes amb un fragment de l'adagio.
- El 1984, es va convertir en una cançó popular, Journey's End, enregistrada per Andy Williams a Capitol.
- Parts del ballet van ser interpretades per la banda Phantom Regiment Drum and Bugle Corps el 1981, 1982 i el 2008. Aquest conjunt va guanyar el títol del Campionat Mundial DCI del 2008 amb la seva interpretació del ballet.[5]
- El 1990, el grup popular de rock mexicà Caifanes va utilitzar l'adagio d'Espàrtac i Frígia per a la seva exitosa cançó Antes de que nos olviden del seu àlbum El Diablito.